# Carpetana
Carpetana – stacja metra w Madrycie, na linii 6. Znajduje się w dzielnicy Carabanchel, w Madrycie i zlokalizowana jest pomiędzy stacjami Oporto i Laguna. Została otwarta 1 czerwca 1983.